# Косцова, Галина Петровна
Гали́на Петро́вна Косцо́ва (род. 1946) — советский хозяйственный и государственный деятель, лауреат Государственной премии СССР за выдающиеся достижения в труде.

## Биография
Родилась в 1946 году в Дзержинске. Член КПСС.
В 1964—1996 годах - помощник аппаратчика, аппаратчик цеха корундов завода «Корунд» в городе Дзержинске.
Начав работать на 12 аппаратах, в конечном итоге взяла на себя 135 аппаратов.
Отличник химической промышленности СССР. Почетный химик СССР.
За большой личный вклад в дело совершенствования техники и технологии производства была в составе коллектива удостоена Государственной премии СССР за выдающиеся достижения в труде 1982 года.
Делегат XXVII съезда КПСС.
Живёт в Дзержинске.

## Награды
- Орден Трудовой Славы II степени (03.06.1986)
- Орден Трудовой Славы III степени (13.05.1977)